# Gaijin Entertainment
Gaijin Entertainment  är en europeisk spelutvecklare som gjort sig kända för bland annat stridsflygplanssimulatorer och onlinespelet War Thunder. De har kontor i Tyskland, Cypern, Ungern, Lettland och Ryssland.

## Spel

### Utvecklade spel
| Titel                                       | År   | Plattform(ar)                                                       | Genre                             |
| ------------------------------------------- | ---- | ------------------------------------------------------------------- | --------------------------------- |
| Adrenaline                                  | 2005 | Windows                                                             | Racing                            |
| X-Blades                                    | 2009 | Playstation 3, Xbox 360, Windows                                    | Hack 'n slash, actionäventyrsspel |
| IL-2 Sturmovik: Birds of Prey               | 2009 | Nintendo DS, Playstation Portable, Playstation 3, Xbox 360, Windows | WWII flygsimulator                |
| Wings of Prey                               | 2009 | Windows                                                             | WWII flygsimulator                |
| Wings of Luftwaffe (DLC till Wings of Prey) | 2010 | Windows                                                             | WWII flygsimulator                |
| Anarchy: Rush Hour                          | 2010 | Playstation 3                                                       | Arkad racingspel                  |
| Death Track: Resurrection                   | 2010 | Playstation 3                                                       | Action racingspel                 |
| Modern Conflict                             | 2010 | Iphone, Ipad, Android                                               | Realtidsstrategi                  |
| Apache: Air assault                         | 2010 | Windows, Playstation 3, Xbox 360                                    | Action, Flygsimulator             |
| Braveheart                                  | 2010 | Iphone, Ipad, Ipod Touch                                            | Action RPG                        |
| Modern Conflict 2                           | 2011 | Iphone, Ipad, Ipod Touch, Android                                   | Realtidsstrategi                  |
| Birds of Steel                              | 2012 | Playstation 3, Xbox 360                                             | WWII flygsimulator                |
| Blades of Time                              | 2012 | Playstation 3, Xbox 360, Microsoft, OS X                            | Actionäventyrsspel, Hack 'n slash |
| Fantasy Conflict                            | 2012 | IOS                                                                 | Äventyrsspel                      |
| War Thunder                                 | 2012 | Windows, OS X, Shield Android TV, Linux, Playstation 4              | MMO WWII flygsimulator            |
| Run'n'Gun                                   | 2013 | IOS                                                                 | Endless Runner                    |
| Skydive: Proximity Flight                   | 2013 | Playstation 3                                                       | Flygsimulator                     |

### Utgivna spel
| Titel         | År   | Utvecklare    | Plattform(ar)        | Genre                  |
| ------------- | ---- | ------------- | -------------------- | ---------------------- |
| Dance Magic   | 2013 | Targem Games  | Playstation 3        | Rytmbaserat musikspel  |
| Star Conflict | 2014 | Star Gem Inc. | Windows, OS X, Linux | MMO rymdflygssimulator |
| Crossout      | 2016 | Targem Games  | Windows              | MMO, Action            |